# Marbles in the park
Marbles in the park is een livealbum van Marillion.

## Inleiding
In 2015 organiseerde Marillion een van hun Marillionweekenden in Nederland. Het is een (soort) tweejaarlijkse manifestatie, waarbij de band concerten geeft en er is soms ook gelegenheid de diverse leden van de band te spreken. In maart 2015 wordt er drie avonden concerten gegeven, waarbij de eerste twee avonden zijn gevuld met het spelen van de gehele albums Anoraknophobia en Marbles. De derde avond is een overzicht uit hun oeuvre. In de loop van het navolgende jaar verschenen via "eigen beheer" (maar wel internationaal gedistribueerd) albums en dvd’s van de concerten. Van de uitvoering van Marbles op 21 maart 2015 kwam een compact disc uit. Plaats van handeling is Center Parcs, Port Zélande, Grevelingendam, Zeeland .
Marillion bracht Marbles al eerder in haar geheel ten gehore; dat werd vastgelegd op Marbles Live uit 2004 en Marbles by the sea uit 2005, dat alleen via de website van de band te bestellen was. Marbles in the park haalde in België (Wallonië hoogste notering 135 in twee weken notering), Nederland (89 in een week notering) en Duitsland (60 in een week notering) een plaatsje in de albumlijsten

## Musici
- Steve Hogarth – zang
- Mark Kelly – toetsinstrumenten
- Steve Rothery – gitaar
- Pete Trewavas – basgitaar
- Ian Mosley – drumstel.

## Muziek
| Nr. | Titel                       | Duur  |
| --- | --------------------------- | ----- |
| 1.  | The invisible man           | 15:44 |
| 2.  | Marbles I                   | 1:47  |
| 3.  | Genie                       | 4:51  |
| 4.  | Fantastic place             | 6:31  |
| 5.  | The only unforgivable thing | 6:52  |
| 6.  | Marbles II                  | 3:05  |
| 7.  | Ocean cloud                 | 17:21 |
| 8.  | Marbles III                 | 1:49  |
| 9.  | The damage                  | 4:43  |

| Nr. | Titel                               | Duur  |
| --- | ----------------------------------- | ----- |
| 1.  | Don’t hurt yourself                 | 5:40  |
| 2.  | You’re gone                         | 6:59  |
| 3.  | Angelina                            | 10:42 |
| 4.  | Drilling holes                      | 5:07  |
| 5.  | Marbles IV                          | 1:25  |
| 6.  | Neverland                           | 11:04 |
| 7.  | Out of this world (toegift)         | 7:26  |
| 8.  | King (toegift)                      | 7:55  |
| 9.  | Sounds that can’t be made (toegift) | 11:29 |